# 유세리
유세리(1996년 7월 27일~)는 대한민국의 여자 치어리더이다.